# José Sartorio
José Sartorio y Terol (Cartagena, 2 de febrero de 1761 - Madrid, 30 de diciembre de 1843) fue un marino y político español, capitán general de la Real Armada Española y ministro de Marina durante la minoría de edad de Isabel II.

## Biografía
Fue hijo de don José Sartorio, natural de Cartagena, y doña Vicenta Terol, originaria de Onteniente, ambos pertenecientes a familias hidalgas.
Ingresó de niño al Real Colegio Seminario de San Telmo, en Málaga, donde se formó como sobresalió en matemáticas y participó en sus primeras campañas navales en el Mediterráneo y en América del Norte. 
En 1776 se le destinó como agregado al observatorio astronómico de Guardiamarinas de Cádiz para colaborar en la edición de los almanaques náuticos.
En 1780 fue admitido como oficial de la Armada Española con el grado de alférez de fragata. 
En 1781 fue destinado al Arsenal de la Carraca, y en 1783 ascendió a alférez de navío. 
En 1786 participó en el rescate de los caudales del navío de línea naufragado San Pedro Alcántara. 
En 1788 fue ascendido a teniente de fragata, y en 1792 a teniente de navío. 
En 1793 tomó parte en el sitio de Tolón, y en 1795 fue destinado al Santísima Trinidad, a bordo del cual luchó en la batalla del cabo de San Vicente (1797). 
Después sería embarcado en el Príncipe de Asturias, hasta que en 1805 pasó nuevamente al Santísima Trinidad, con el que participaría en la batalla de Trafalgar. Fue hecho prisionero por los británicos, y cuando fue liberado se le concedió el ascenso a capitán de navío.
Nada más estallar la Guerra de la Independencia Española (1808) se dirigió al Arsenal de la Carraca, desde donde colaboró en el apresamiento de la escuadra francesa de François Rosily. Fue consignado al puerto de Gijón hasta que en 1810 fue tomado por los franceses. 
De 1813 a 1815 dirigió el navío San Pedro Alcántara, y en 1816 ascendió a brigadier.
En 1820 fue enviado a Caracas para combatir a los insurgentes venezolanos, pero después del Trienio Liberal regresa a la península ibérica. 
En 1826 fue nombrado comandante en jefe de los cruceros de la península, y en 1827 vocal de la Junta General de la Armada. 
En 1829 recibió la gran cruz de la Orden de Isabel la Católica.
Entre agosto y septiembre de 1835 ocupó el cargo de ministro de Marina en el gobierno del conde de Toreno. 
En 1836 fue promovido a teniente general, pero en 1840 abandona las fuerzas armadas por motivos de salud. 
Sin embargo, en febrero de 1843, unos meses antes de morir, recibió un último ascenso a capitán general.

## Condecoraciones
1827: Cruz de la Orden Militar de San Esteban (Gran Ducado de Toscana).
1827: Gran Cruz de la Real Orden de San Hermenegildo (España).
1829: Gran Cruz de la Real Orden Americana de Isabel la Católica (España). 